# Sphaenorhynchus caramaschii
Sphaenorhynchus caramaschii es una especie de anfibio anuro de la familia Hylidae.

## Distribución geográfica
Esta especie es endémica de Brasil. Habita en los estados de São Paulo, Paraná y Santa Catarina.

## Etimología
Esta especie lleva el nombre en honor a Ulisses Caramaschi.

## Publicación original
- Toledo, Garcia, Lingnau, & Haddad, 2007 : A new species of Sphaenorhynchus (Anura; Hylidae) from Brazil. Zootaxa, n.º 1658, p. 57-68[5]